# Malženice
Malženice es un municipio del distrito de Trnava en la región de Trnava, Eslovaquia, con una población estimada a final del año 2024 de 1507 habitantes.
Se encuentra ubicado en el centro de la región, cerca del río Váh (cuenca hidrográfica del Danubio) y de la frontera con la región de Bratislava.

## Demografía
| Año        | 1994 | 2004     | 2014     | 2024    |
| ---------- | ---- | -------- | -------- | ------- |
| Población  | 1017 | 1266     | 1428     | 1507    |
| Diferencia |      | +24,48 % | +12,79 % | +5,53 % |

| Año        | 2023 | 2024    |
| ---------- | ---- | ------- |
| Población  | 1534 | 1507    |
| Diferencia |      | −1,76 % |